# Ζ-カロテン
ζ-カロテン(zeta-Carotene)は、カロテンである。α-カロテンやβ-カロテンとは異なり、非環式である。ζ-カロテンの構造はリコペンと似ているが、水素原子を4つ余計に持つ。